# Цветове на страстта
„Цветовете на страстта“ (на хинди: रंगरसिया Rangrasiya) е една от най-популярните в Индия телевизионни драми на Colors TV, която започва излъчването си на 30 декември 2013 г., и приключва на 19 септември 2014 г., с общо 189 епизода.

### Актьорски състав
- Ашиш Шарма - Рудра Пратап
- Саная Ирани - Парвати Пратап
- Риши Сонеча / Капиш Чаула - Дхрув Ранават
- Кали Прасад Мукерджи - Дилшер Ранават
- Садия Сидики - Тхакурайн Мала Ранават / Мала Теджават
- Санджив Джотангия - Данвир Ранават